# Rhymoleia maculicoxa
Rhymoleia maculicoxa är en tvåvingeart som först beskrevs av Günther Enderlein 1910.  Rhymoleia maculicoxa ingår i släktet Rhymoleia och familjen svampmyggor.
Artens utbredningsområde är Seychellerna. Inga underarter finns listade i Catalogue of Life.